# Q4OS
Q4OS es una distribución Linux de la familia de Sistemas Operativos GNU/Linux, de origen alemán, basada en Debian y Ubuntu y orientada hacia el escritorio. Es ligera y amigable con los usuarios novatos a quienes ofrece no solamente un entorno de escritorio  conocido como TDE (Trinity Desktop Environment), sino también el entorno KDE Plasma, configurada con un aspecto clásico que recuerda mucho al antiguo y exitoso Sistema Operativo de Microsoft (Windows XP).
Esta distribución de Linux, junto con otras como ChaletOS, Zorin OS y Linux Mint, tiene un enfoque orientado específicamente a usuarios familiarizados con Windows, con una apariencia previamente configurada para que sea similar a la de ese Sistema Operativo de Microsoft.
Al igual que lo hace Linux Lite, Q4OS permite también reutilizar aquellas antiguas computadoras, abandonadas hace poco tiempo por limitaciones de hardware, en las cuales anteriormente se ejecutaba Windows XP, es decir, equipos de bajos recursos, en los cuales ya no funcionan las versiones más modernas de Windows. De esta forma los antiguos usuarios de Windows XP pueden seguir utilizando sus mismas máquinas, con un Sistema Operativo moderno y seguro, con apariencia similar a Windows, y con soporte aún vigente.

## Historia
Desde el 8 de abril de 2014 Microsoft puso fin al soporte para Windows XP, dejando a millones de computadoras y usuarios, en todo el mundo, expuestos a múltiples vulnerabilidades de seguridad. Poco antes que eso sucediera, los desarrolladores de Q4OS se propusieron crear una distribución de GNU/Linux cuyo escritorio se asimilara al de Windows XP en la mayor cantidad de detalles, tanto como fuera posible, facilitando con ello la llegada a Linux de una parte de los antiguos usuarios de ese Sistema Operativo, sin que esto representara para ellos dificultades ni traumatismos en su uso. Inclusive las ventanas del proceso de instalación de esta distribución también se asimilan un poco a las de la instalación de Windows XP. Podríamos decir entonces que el objetivo de Q4OS, como distribución de GNU/Linux, es brindar una interfaz de usuario al estilo clásico Windows XP. Por eso muchas personas la consideran como una especie de clon de Windows XP, dentro del ecosistema de Linux.

## Versiones
Q4OS se encuentra disponible actualmente en 2 versiones: Una versión estable, para arquitecturas de 32 bits y 64 bits y, otra versión tipo "testing" o de pruebas también para arquitecturas de 32 y 64 bits. La versión de 32 bits es la única que funciona en ordenadores antiguos de bajos recursos. La última versión estable es la 5.4 "Aquarius", liberada el 27 de noviembre de 2023.

## Requisitos del sistema
Los requisitos del sistema, varían dependiendo del entorno del escritorio que se utilice. Aunque por defecto se usa KDE Plasma.
|                | KDE Plasma | Trinity Desktop Environment |
| -------------- | ---------- | --------------------------- |
| Procesador     | 1 GHz      | 300 MHz                     |
| Memoria RAM    | 1 GB       | 128 MB                      |
| Almacenamiento | 5 GB       | 3 GB                        |

## Lanzamientos y soporte
| Versión  | Nombre en clave             | Lanzamiento                               |
| -------- | --------------------------- | ----------------------------------------- |
| 0.5      | Beta                        | 4 de julio de 2013                        |
| 0.5.18   | Beta                        | 8 de septiembre de 2014                   |
| 1.0      | Orion                       | 7 de abril de 2015                        |
| 1.4      | Orion                       | 4 de septiembre de 2015, con Soporte LTS. |
| 1.4.12   | Orion                       | 27 de junio de 2016                       |
| 1.6      | Orion                       | 28 de agosto de 2016                      |
| 1.8      | Orion                       | 29 de noviembre de 2016                   |
| 1.8.6    | Orion                       | 14 de junio de 2017                       |
| 2.0      | Scorpion                    | 4 de agosto de 2017                       |
| 2.4      | Scorpion                    | 10 de octubre de 2017                     |
| 2.7      | Scorpion                    | 31 de diciembre de 2018                   |
| 3.0      | Centaurus                   | enero de 2019                             |
| 3.8      | Centaurus                   | 15 de junio de 2019                       |
| 3.10     | Centaurus                   | 27 de febrero de 2020                     |
| 3.11     | Centaurus                   | 13 de mayo de 2020                        |
| 3.12     | Centaurus                   | 31 de agosto de 2020                      |
| 3.13     | Centaurus                   | 19 de diciembre de 2020                   |
| 3.14     | Centaurus                   | 16 de febrero de 2021                     |
| 3.15     | Centaurus                   | 29 de junio de 2021                       |
| 4.0      | Gemini                      | 16 de febrero de 2020                     |
| 4.1      | Gemini                      | 1 de mayo de 2020                         |
| 4.2      | Gemini                      | 28 de noviembre de 2020                   |
| 4.4      | Gemini                      | 1 de abril de 2021                        |
| 4.6      | Gemini                      | 27 de septiembre de 2021                  |
| 5.4      | Aquarius                    | 27 de noviembre de 2023                   |
| Color    | Significado                 | Significado                               |
| Rojo     | Versión sin soporte         | Versión sin soporte                       |
| Amarillo | Versión antigua con soporte | Versión antigua con soporte               |
| Verde    | Versión actual              | Versión actual                            |
| Azul     | Versión en desarrollo       | Versión en desarrollo                     |